# Bundesstraße 6
Pour les articles homonymes, voir B6 et Route B6.
La Bundesstraße 6 (abrégé en B 6) est une Bundesstraße reliant Bremerhaven à la frontière polonaise, près de Görlitz, en passant par Brême, Hanovre, Leipzig et Dresde.

## Localités traversées
- Bremerhaven
- Brême
- Stuhr-Brinkum
- Syke
- Nienburg/Weser
- Neustadt am Rübenberge
- Hanovre
- Rethen
- Sarstedt
- Hildesheim
- Derneburg
- Salzgitter-Bad
- Goslar
- Oker
- Bad Harzburg
- Quedlinbourg
- Hoym
- Aschersleben
- Alsleben
- Könnern
- Halle
- Schkeuditz
- Leipzig
- Wurzen
- Oschatz
- Meißen
- Dresde
- Bischofswerda
- Löbau
- Reichenbach
- Görlitz